# Joseph Beti Assomo
Joseph Beti Assomo é um político camaronês que ocupa o posto de Ministro da Defesa de Camarões desde 2015. Anteriormente também atuou como governador da Região Extremo Norte entre 2010 e 2012 e da Região do Litoral entre 2012 e 2015.

## Biografia
Assomo nasceu em 17 de agosto de 1959, em Ayos, na divisão de Nyong-et-Mfoumou, Camarões. Cursou o ensino fundamental na Escola Principal de Ayos e o ensino médio na Escola Secundária Mista de Akonolinga, sendo admitido na Escola Internacional de Jornalismo de Yaoundé e na Escola Nacional de Administração e Magistratura de Camarões. Assomo optou por esta última, especializando-se em administração geral.
Iniciou sua carreira profissional em 1983, como chefe do gabinete do governador da Região Sul, trabalhando em Ebolowa. Entre 1990 e 1998, foi chefe do subprefeito de Ma'an, chefe do subprefeito de Mbankomo e chefe do subprefeito de Yaoundé III. Entre 1998 e 2005, foi chefe do departamento de Dja-et-Lobo e, posteriormente, chefe do departamento de Mfoundi, em 2005 e 2010. Entre 2010 e 2012, serviu como governador da Região Extremo Norte e, em seguida, governador da Região do Litoral, entre 2012 e 2015. Como governador do Litoral, Assomo sediou exercícios militares conjuntos estadunidenses e camaroneses na região.

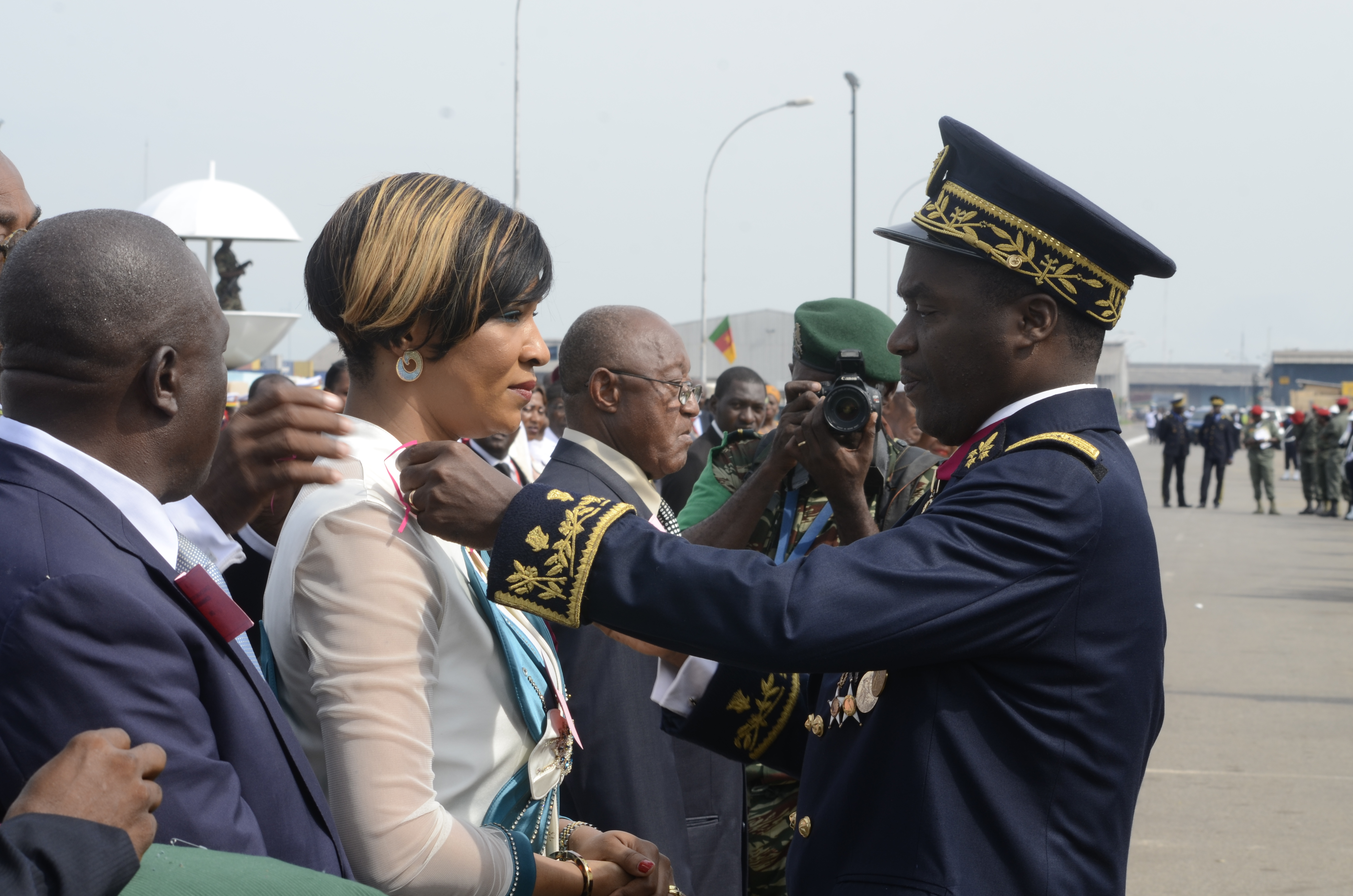
Assomo como Governador do Litoral honrando a Leonie Bwemba, cônsul-geral de Malta nos Camarões, em 2012

Em 2 de outubro de 2015, foi nomeado Ministro da Defesa dos Camarões, sucedendo Edgar Alain Mebe Ngo'o. A gestão de Assomo foi acusada de abusos de direitos humanos durante a crise separatista nos Camarões e durante a insurgência do Boko Haram que afetou o norte dos Camarões. A Jeune Afrique apelidou Assomo de "inimigo do Boko Haram" devido aos seus sucessos no combate ao grupo na região Extremo Norte. Em 2022, Assomo afirmou que os militares camaroneses estavam "vencendo a guerra" contra o Boko Haram.